# Pat Collins (director)
Pat Collins és un director de cinema irlandès creador d'un gran nombre de documentals sobre la història i cultura d'Irlanda. També ha realitzat tres llargmetratges de ficció, Silence (2012), Song of Granite (2017), i That They May Face the Rising Sun (2023).
El 2017, Song of Granite, sobre la vida del cantant de música tradicional Joe Heaney, va ser presentada per Irlanda als Oscars. El 2024, That They May Face the Rising Sun va guanyar el premi a la millor pel·lícula irlandesa al Festival Internacional de Cinema de Dublín.

## Filmografia

### Llargmetratges
- Silence (2012)
- Song of Granite (2017)
- That They May Face the Rising Sun (2023)

### Documentals
- Michael Hartnett: A Necklace of Wrens (1999)
- Talking to the Dead (2000)
- Idir na Línte [Between the lines] (2001)
- Oileán Thoraí [Tory Island] (2002)
- Abbas Kiarostami: The Art of Living (2003) (codirigit amb Fergus Daly)
- Frank O'Connor: The Lonely Voice (2003)
- Marooned (2004)
- Beyond the mountain (2005)
- Cathair Corcaigh [Cork City] (2005)
- Domhnach in Éireann [Sunday in Ireland] (2005)
- John McGahern: A private world (2005)
- David Marcus: A conversation with Dermot Bolger (2006)
- Rebel County (2006)
- Ar Thóir Logainmeacha [In search of Placenames] (2007)
- Na Duganna [Docks] (2007)
- Nuala Ní Dhomhnaill: Taibhsí i mBéal na Gaoithe [Nuala Ní Dhomhnaill: Ghosts in the Mouth of the Wind] (2007)
- Loch Dearg (2008)
- Pilgrim (2008)
- Famine in Ireland: Remember Skibbereen (2009)
- Loch Hyne (2009)
- What We Leave in Our Wake (2010)
- Tim Robinson: Connemara (2011)
- Into the Light: Nettle Coat (2012)
- Fathom (2013)
- What Remains (2013)
- Ballade (2014)
- Tommy: To Tell You the Truth (2014)
- Living in a Coded Land (2014)
- William McKeown: Idir Neamh Agus Talamh [ William McKeown: Between Heaven and Earth] (2016)
- Twilight (2017)
- Henry Glassie: Field Work (2019)
- All That Is, Is Light (2021)
- Songs of the Open Road (2022)